# سیارک ۲۴۱۳۵
سیارک ۲۴۱۳۵ (به انگلیسی: 24135 Lisann، نامگذاری:1999VA71) بیست و چهار هزار و صد و سی و پنجمین سیارک کشف شده‌است که در ۴ نوامبر ۱۹۹۹ کشف شد.
قدر مطلق سیارک برابر ۱۳.۵ است.